# كارلو البرتي
كارلو البرتي (26 أغسطس 1959 - ) هو لاعب كرة قدم كندي في مركز الدفاع.

## وصلات خارجية
- كارلو البرتي على موقع الاتحاد الدولي (مؤرشف)  (الإنجليزية)